# Oluf Jørgensen
Oluf Jørgensen (født 1947) er afdelingsforstander i informations- og forvaltningsret på Danmarks Journalisthøjskole. Han er uddannet cand.jur. og var tidligere lektor i forvaltningsret ved Aalborg Universitet. I 1970'erne repræsenterede han SF i Nordjyllands Amtsråd.
Med baggrund i sit fag og sin stilling bruges han ofte som kommentator i medierne.